# Mellersta Talltjärnen
Mellersta Talltjärnen är en sjö i Hällefors kommun i Västmanland och ingår i Göta älvs huvudavrinningsområde.